# Le Vivier-sur-Mer
Le Vivier-sur-Mer (en bretó Gwiver, en gal·ló Le Vivier) és un municipi francès, situat a la regió de Bretanya, al departament d'Ille i Vilaine. L'any 2006 tenia 1.023 habitants.

## Demografia
| 1962                                       | 1968 | 1975 | 1982 | 1990  | 1999  |
| ------------------------------------------ | ---- | ---- | ---- | ----- | ----- |
| 729                                        | 793  | 753  | 914  | 1.012 | 1.009 |
| Des de 1962: població sense dobles comptes |      |      |      |       |       |

## Administració
| Període | Identitat         | Partit |
| ------- | ----------------- | ------ |
| 2008-   | Gérard Salardaine |        |